# 田中美衣
田中 美衣（たなか みき、1987年10月20日 - ）は、滋賀県長浜市出身の、日本人の女子柔道選手である。階級は63kg級。身長158cm。得意技は大内刈、寝技。組み手は左組み。段位は参段。血液型はAB型。

## 人物
柔道は8歳の時に始めた。長浜西中学から京都成安高校時代までは特に大きな実績はなかった。しかし、仙台大学に入学すると、2年の時には学生体重別で優勝して学生チャンピオンになるなど頭角を現すようになった。講道館杯でも優勝までには至らないものの、2位や3位に入る活躍を見せ始めた。
加えて、国際大会でもグランプリ・青島で2連覇、東アジア大会で優勝、ワールドマスターズでは3位になるなど、コンスタントに上位に入る活躍を示した。
2010年には了徳寺学園の職員となった。体重別決勝では、世界チャンピオンである三井住友海上の上野順恵に敗れたものの2位となった。今年から世界選手権代表が各階級2名になったこともあり、初の代表に選出された。9月に東京で開催された世界選手権では、初戦から得意の寝技を次々ときめて準決勝までオール一本勝ちの快進撃を果たすと、決勝でも上野相手に健闘して旗判定までもつれ込むものの、0－3で敗れるが準優勝となった。
2011年4月の体重別では、準決勝で阿部香菜に内股で一本負けして世界選手権代表に選出されなかった。7月のユニバーシアードでは前回に続いて個人戦では2位に終わったものの、団体戦では前回に続く優勝を勝ち取った。11月の講道館杯では初優勝を飾った。
2012年1月にはワールドマスターズに出場するが、決勝で上野に有効を取られて2位に終わった。2月にはグランドスラム・パリに出場して、決勝で韓国の丁多雲を袈裟固で一本勝ちして、今大会初優勝を飾った。
続くワールドカップ・ブダペストでもオール一本勝ちでの優勝を飾った
。
しかしながら、5月の選抜体重別では決勝で上野に指導2で敗れて2位に終わり、ロンドンオリンピック出場はならなかった。10月の世界団体では優勝メンバーの一員となった。
2013年5月の体重別では決勝で阿部に指導2で敗れたが、実績を買われて阿部とともに世界選手権代表に選ばれた。8月の世界選手権では、準々決勝で阿部に技ありで敗れると、敗者復活戦でも敗れて7位にとどまった。一方、団体戦では優勝を飾った。
2014年11月の講道館杯では3位になったにもかかわらず、強化指定選手を外されることになった。
2015年4月の体重別では決勝まで進むが、コマツの田代未来に横四方固で敗れた。
2016年2月に現役を引退すると、了徳寺柔道クラブの指導員となった。
2017年から2023年までイスラエルのナショナルチームでコーチを務めた。
2024年から2025年にかけてウズベキスタンのナショナルチームでコーチを務めた。
2025年7月からは韓国女子ナショナルチームのコーチに就任して、得意の寝技を中心に指導することになった。

## 戦績
- 2006年 -　学生体重別 2位
- 2007年 -　学生体重別 優勝
- 2007年 -　講道館杯 2位
- 2008年 -　学生体重別 2位
- 2008年 -　講道館杯 3位
- 2008年 -　青島国際 優勝
- 2008年 -　嘉納杯 3位
- 2009年 -　ワールドカップ・ソフィア 優勝
- 2009年 -　体重別 3位
- 2009年 -　グランプリ・チュニス 2位
- 2009年 -　ユニバーシアード 個人戦 2位 団体戦 優勝
- 2009年 -　学生体重別 優勝
- 2009年 -　講道館杯 2位
- 2009年 -　グランプリ・青島 優勝
- 2009年 -　東アジア大会 優勝
- 2010年 -　ワールドマスターズ 3位
- 2010年 -　ワールドカップ・ブダペスト 3位
- 2010年 -　体重別 2位
- 2010年 -　世界選手権 2位
- 2010年 -　世界団体 3位
- 2010年 -　講道館杯 3位
- 2011年 -　体重別 3位
- 2011年 -　東アジア選手権 個人戦・団体戦ともに優勝
- 2011年 -　ユニバーシアード 個人戦 2位 団体戦 優勝
- 2011年 -　講道館杯 優勝
- 2011年 -　グランドスラム・東京 3位
- 2012年 -　ワールドマスターズ 2位
- 2012年 -　グランドスラム・パリ 優勝
- 2012年 -　ワールドカップ・ブダペスト 優勝
- 2012年 -　グランプリ・デュッセルドルフ 5位
- 2012年 -　体重別 2位
- 2012年 -　実業柔道選手権 優勝
- 2012年 -　世界団体 優勝
- 2012年 -　講道館杯 5位
- 2012年 -　グランプリ・青島 優勝
- 2013年 -　グランドスラム・パリ 3位
- 2013年 -　ヨーロッパオープン・オーバーヴァルト 優勝
- 2013年 -　アジア選手権 3位
- 2013年 -　体重別 2位
- 2013年 -　グランプリ・マイアミ 2位
- 2013年 -　世界柔道選手権大会 個人戦 7位 団体戦 優勝
- 2013年 -　グランドスラム・東京 3位
- 2014年 -　グランドスラム・パリ 5位
- 2014年 -　講道館杯 3位
- 2015年 -　体重別 2位
- 2015年 -　講道館杯　7位

(出典、JudoInside.com)